# Ancylotropus manipurensis
Ancylotropus manipurensis är en stekelart som först beskrevs av Clausen 1928.  Ancylotropus manipurensis ingår i släktet Ancylotropus och familjen Eucharitidae. Inga underarter finns listade i Catalogue of Life.